# Jacques Rougeau (père)
 (juillet 2019).
Si vous disposez d'ouvrages ou d'articles de référence ou si vous connaissez des sites web de qualité traitant du thème abordé ici, merci de compléter l'article en donnant les références utiles à sa vérifiabilité et en les liant à la section « Notes et références ».
Pour son fils également prénommé Jacques, voir Jacques Rougeau.
Pour les articles homonymes, voir Rougeau.
Jacques Rougeau (né le 27 mai 1930 à Montréal et mort le 1er juillet 2019) est un catcheur canadien.

## Biographie

### Carrière
Jacques Rougeau commence à catcher en 1956 avec son frère, Johnny Rougeau. Il entre en rivalité avec Abdullah the Butcher, Alexis Smirnoff, Don Leo Jonathan et The Sheik.
En 1984, Jacques Rougeau sort d'une semi-retraite pour une série de matches au Québec en faisant équipe avec ses trois fils, Jacques, Armand et Raymond. Les Rougeau affrontent un grand nombre de vilains, tels que Pierre « Mad Dog » Lefebvre, Frenchy Martin, Sailor White et Tarzan Tyler.
Jacques Rougeau prend sa retraite en 1986.

### Famille
Jacques Rougeau est le père des catcheurs Jacques Rougeau, Armand Rougeau et Raymond Rougeau.

## Palmarès
- International Wrestling Association (Montréal)
  - 5 fois IWA International Heavyweight Champion[3]
  - 1 fois IWA International Tag Team Champion avec Gino Brito

- National Wrestling Federation
  - 1 fois NWF Heavyweight Champion
  - 1 fois NWF World Tag Team Champion avec Johnny Powers